# Kamuraninae
Kamuraninae es una subfamilia de foraminíferos bentónicos de la familia Milioliporidae, de la superfamilia Soritoidea, del suborden Miliolina y del orden Miliolida. Su rango cronoestratigráfico abarca desde el Djulfiense (Pérmico superior) hasta el Campiliense (Triásico inferior).

## Discusión
Algunas clasificaciones incluyen Kamuraninae en la superfamilia Milioliporoidea.

## Clasificación
Kamuraninae incluye al siguiente género:
- Kamurana †